# 圣老楞佐门 (贝加莫)

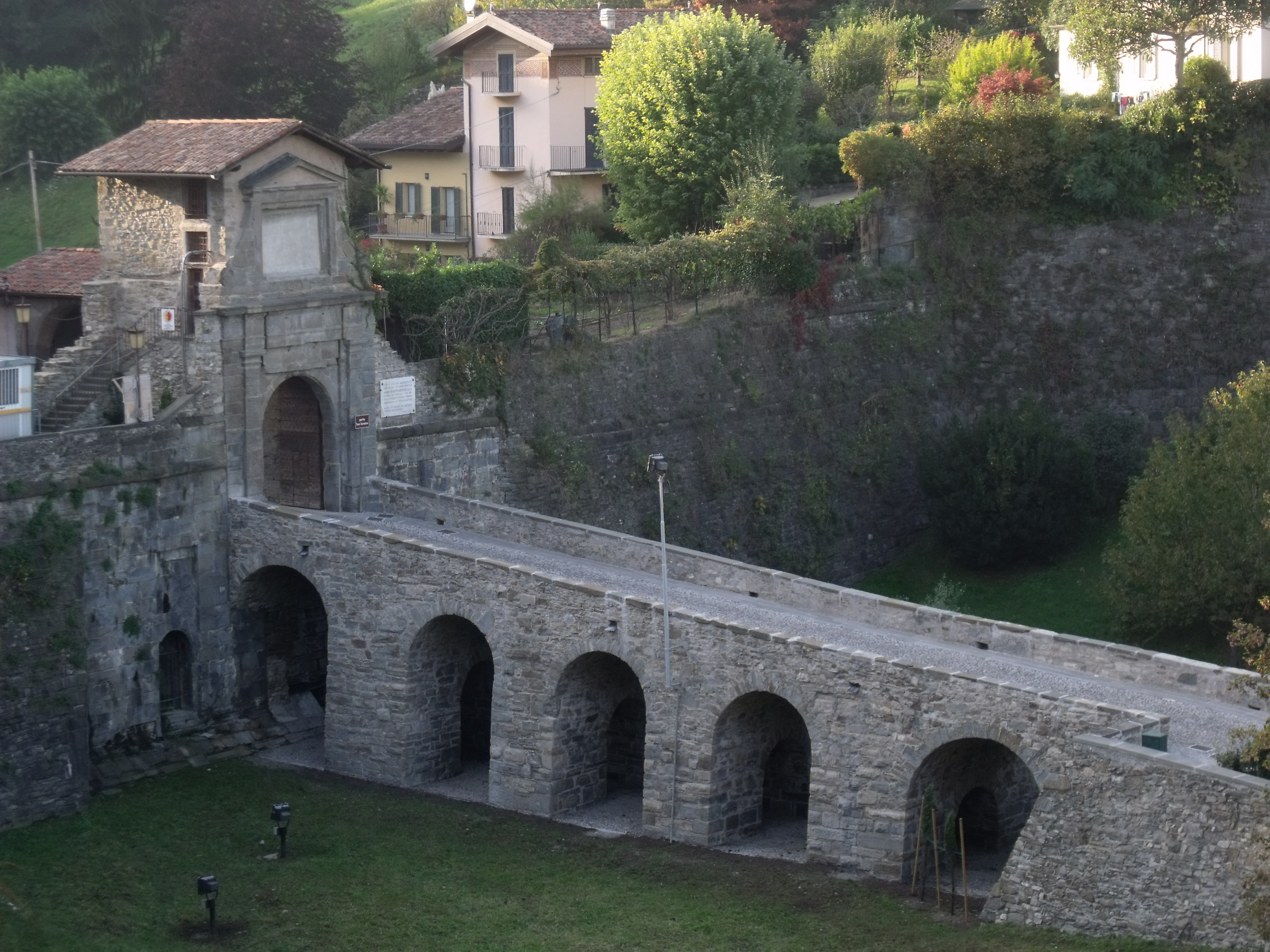

圣老楞佐门（Porta San Lorenzo；贝加莫方言：Pórta San Lorèns）或加里波第门（Porta Garibaldi）是贝加莫上城的威尼斯城墙的最小的一个城门。1561年，贝加莫作为威尼斯共和国与米兰之间的边境城镇，在米兰的弗朗西斯科二世·斯福爾扎去世（1535年）、签订卡托-康布雷西和约（1559年）后，米兰已成为西班牙的一个省份。为了保卫这个威尼斯前哨，并考虑到共和国投资的巨额产业，建造了威尼斯城墙。四个城门均以教堂的名字命名，分别是：圣老楞佐门、 圣雅各伯门（Porta San Giacomo）、圣奥斯定门（Porta Sant'Agostino）和圣亚历山大门（Porta Sant'Alessandro）。
2017年7月9日，威尼斯城墙及其四座城门被联合国教科文组织列为世界遗产15至17世纪威尼斯共和国的防御工事的一部分。